# Françoise Macchi
Pour les articles homonymes, voir Macchi.
Françoise Macchi, née le 12 juillet 1951 au Sentier est une skieuse alpine française. Elle est originaire de Bois d'Amont (Jura) et de Châtel (Haute-Savoie). Elle possède sa piste noire dans le domaine des Portes du Soleil.
Elle est l'épouse du skieur Jean-Noël Augert.

## Palmarès

### Championnats du monde
| Épreuve / Édition         | Descente | Slalom géant | Slalom | Combiné |
| Mondiaux 1970 Val Gardena | Abandon  | Bronze       | —      | —       |

### Coupe du monde
- Meilleur résultat au classement général : 2e en 1970 et 1972
  - Vainqueur de la coupe du monde de géant en 1970
  - 10 victoires : 2 descentes, 6 géants et 2 slaloms
  - 20 podiums

#### Saison par saison
- Coupe du monde 1968 :
  - Classement général : 18e
- Coupe du monde 1969 :
  - Classement général : 15e
    - 1 victoire en géant : Val-d'Isère
- Coupe du monde 1970 :
  - Classement général : 2e
    - Vainqueur de la coupe du monde de géant
    - 1 victoire en descente : Garmisch (Arlberg-Kandahar)
    - 2 victoires en géant : Val-d'Isère et Saint-Gervais
- Coupe du monde 1971 :
  - Classement général : 5e
    - 1 victoire en descente : Bardonnèche
    - 1 victoire en géant : Maribor
- Coupe du monde 1972 :
  - Classement général : 2e
    - 2 victoires en géant : Oberstaufen et Maribor
    - 2 victoires en slalom : Sestrières (Arlberg-Kandahar) et Oberstaufen

### Arlberg-Kandahar
- Vainqueur du Kandahar 1971-72 à Sestrières
  - Vainqueur de la descente 1970 à Garmisch
  - Vainqueur du slalom 1971-72 à Sestrières

## Championnats de France
Championne de France de Slalom Géant en 1970